# Samuel Le Bihan
Samuel Le Bihan (Avranches, 2 november 1965) is een Frans acteur. Hij werd in 1997 genomineerd voor de César voor meest veelbelovende acteur voor zijn rol als Norbert in het oorlogsdrama Capitaine Conan. Hij won daadwerkelijk de Jean Gabinprijs in 1999 en de prijs voor beste bijrolspeler op het Cartagena Film Festival 2008, voor het spelen van El francés in de Spaanse dramafilm El hombre de arena.
Le Bihan maakte in 1987 zijn film- en acteerdebuut met een naamloos rolletje in het misdaaddrama Le beauf. Sindsdien was hij te zien hij in meer dan 35 films in zowel bij- als hoofdrollen. Le Bihan spreekt Frans en Engels. Naast het acteren is hij het gezicht van modehuis Chevignon.
Le Bihan trouwde in 2002 met model Daniela Beye.

## Filmografie
*Exclusief televisiefilms
| - L'ennemi public nº1 (2008) - Disco (2008) - Des poupées et des anges (2008) - El hombre de arena (2007) - Frontière(s) (2007) - Le passager de l'été (2006) - Exes (2006) - The Last Sign (2005) - The Bridge of San Luis Rey (2004) - Pour le plaisir (2004) - Fureur (2003) - La mentale (2002) - 3 zéros (2002) - Une affaire privée (2002) - À la folie... pas du tout (2002) - La nuit de noces (2001) - Le pacte des loups (2001) - Pourquoi t'as fait ça? (2001) - Total western (2000) | - Jet Set (2000) - Peau neuve (1999) - Vénus Beauté (institut) (1999) - Los años bárbaros (1998) - Restons groupés (1998) - À vendre (1998) - Jack's potes (1998) - Le cousin (1997) - Capitaine Conan (1996) - Une femme française (1995) - Le fusil de bois (1994) - Trois couleurs: Rouge (1994) - La place d'un autre (1993) - Promenades d'été (1992) - Une vie à deux (1992) - Sale comme un ange (1991) - Volt egyszer egy légió (1989) - Le beauf (1987) |

- Biblioteca Nacional de España: XX1282127
- Bibliothèque nationale de France: cb14018918d (data)
- Gemeinsame Normdatei: 159855586
- International Standard Name Identifier: 0000 0001 1933 595X
- Library of Congress Control Number: nr98002956
- MusicBrainz: 9a0585bf-f9a4-428b-9a19-8e33c5435687
- Nationale Bibliotheek van Tsjechië: xx0098731
- SNAC: w6z32vsz
- Système universitaire de documentation: 052194833
- Virtual International Authority File: 34656145
- WorldCat: E39PBJbxH4J4R8vVMDmwdGdfbd